# Lynn (Massachusetts)
Lynn – miasto w Stanach Zjednoczonych, w stanie Massachusetts, w hrabstwie Essex.
W mieście rozwinął się przemysł lotniczy oraz odzieżowy.

## Historia

### Początki i rozwój – XVII-XIX w.
W roku 1629 osadnicy z pobliskiego Salem odkupili od Indian ziemię i założyli osadę, uznaną w roku 1631. Gdy w roku 1637, z angielskiego miasta King’s Lynn, przybył pierwszy oficjalny duchowny, na jego cześć społeczność zmieniła nazwę osady na Lynn.
Z początku osada rolnicza i rybacka, kolonialne Lynn od roku 1635 zaczęło odgrywać wiodącą rolę w przemyśle garbarskim i obuwniczym Nowego Świata. Przemysł obuwniczy był kołem zamachowym dla wzrostu miasta aż do początków XIX wieku. Fakt ten uwieczniono w herbie miasta, na którym widnieje but kolonistów. W roku 1850, po wielkim wzroście populacji, Lynn otrzymało prawa miejskie.
W dniu 21 maja 1852 roku północna (zamożniejsza) część Lynn odłączyła się, tworząc miasto Swampscott. Choć obie miejscowości łączyły odtąd silne związki municypalne, Lynn rozwinęło się jako miasto przemysłowe, podczas gdy Swampscott stało się resortem nadmorskim, o charakterze podmiejskim.
W roku 1892 połączono lynnowskie Thomson-Houston Electric Company z Edison General Electric Company T.A. Edisona i utworzono General Electric Company, które zdominowało amerykański przemysł elektryczny.
Przez cały wiek XIX Lynn było wiodącym miastem wśród centrów przemian religijnych i społecznych w takich dziedzinach jak: spirytualizm, nauki chrześcijańskie (zob. Stowarzyszenie Chrześcijańskiej Nauki), ruch antyalkoholowy, prawa kobiet, abolicjonizm czy ruch związkowy.

### Regres – XX w.
Pomimo rozwoju do początku XX wieku jako prężne miasto przemysłowe, w drugiej połowie stulecia do Lynn zakradł się regres. Podobnie, jak w innych dawnych centrach miejskich Massachusetts, miasto zaczęło odnotowywać wzrost przestępczości. Wskutek tej tendencji ukuto  powiedzenie, którego pierwszy człon do dziś jest świetnie znany w całej wschodniej części stanu:
Lynn, Lynn, city of sin. You never come out the way you went in. Ask for water, they give you a gin... it’s the darndest city I ever been in.
Lynn, Lynn, miasto grzechu. Nigdy nie wyjdziesz [zeń] taki, jakim wszedłeś. Poproś o wodę, dadzą ci gin... to najbardziej przeklęte miasto w jakim byłem.
Falę nieszczęść trapiących Lynn powiększyła seria pożarów w końcu lat 70. i na początku 80. XX wieku, w tym ogień, który wybuchł 28 listopada 1981 roku w dawnych fabrykach obuwniczych na zbiegu ulic Broad i Washington. Ogień spowodował straty szacowane na dziesiątki milionów dolarów, trawiąc 17 posesji będących w trakcie renowacji. Od tego czasu okolica została mocno przebudowana stając się pomocniczym kampusem lokalnej uczelni – North Shore Community College.
Pomimo zepsucia wizerunku miasta w końcu XX wieku, Lynn pozostaje siedzibą wielu firm, w tym: oddziału silników odrzutowych firmy General Electric (główny pracodawca miasta), West Lynn Creamery (zależnej od Garelick Farms), czy Durkee-Mower – producenta popularnych słodyczy „Marshmallow Fluff”.
Na początku lat 90. XX wieku Lynn rozpoczęło kampanię reklamową służącą poprawieniu wizerunku miasta. W kampanii nazwanej City of Firsts/Miasto Pierwszych przedstawiono dziedziny, w których Lynn miało być pionierem:
- Pierwsza garbarnia (1629)
- Pierwsza huta (1643)
- Pierwszy beczkowóz (1654)
- Pierwsza kobieta zasiadająca w Amerykańskiej Akademii Sztuki i Nauki – astronom Maria Mitchell (1848)
- Pierwsza kobieta w reklamie i marketingu masowym – Lydia Pinkham (1875)
- Pierwsza przesyłka pocztą lotniczą w Stanach Zjednoczonych (1912)
- Pierwszy amerykański silnik odrzutowy (1942)
- Pierwszy mecz baseballowy pod sztucznym oświetleniem
- Pierwsza szkoła tańca

Później niektóre z powyższych roszczeń okazały się niedokładne lub podważalne, na przykład za pierwszą pocztę lotniczą w Stanach Zjednoczonych uważa się przesyłkę wysłaną w 1793 roku balonem z Filadelfii, a pierwszy mecz baseballowy pod sztucznym oświetleniem miał prawdopodobnie 3 miejsce w Indianie.

### Renesans – XXI w.
Z początkiem XXI wieku w Lynn powstało wiele nowych inwestycji przynoszących miastu odrodzenie. Budynki przemysłowe, wcześniej opuszczone, zostały zaadaptowane przez deweloperów na mieszkalne lofty i wykupione przez młodych właścicieli szukających bostońskiego smaku życia w cenie mniejszej niż np. na South End w Bostonie.
Ratusz podsyca proces odnawiania miasta inwestując w nowe oświetlenie, system informacji miejskiej, odbudowę konstrukcji ceglanych czy w rozbudowę miejskiego multidyscyplinarnego stadionu sportowego, Manning Field. Na odnowionym stadionie baseballowym Fraser Field gra profesjonalny zespół North Shore Spirit.
W Lynn mieszka największa rosyjska społeczność na północ od Bostonu. Pierwsza fala emigracji rozpoczęła się na początku lat 90. XX wieku, gdy rząd amerykański zagwarantował status uchodźcy rosyjskim żydom.
Znani mieszkańcy miasta:
- Harry Agganis, sportowiec
- Frank G. Allen, gubernator
- F. Lee Bailey, adwokat, bronił m.in. O.J. Simpsona
- Al Barile, muzyk
- Mary Baker Eddy, przywódczyni religijna
- Stephen Beaulieu, hokeista
- Walter Brennan, aktor
- Charles Joseph Van Depoele, inżynier, wynalazca-elektryk
- Tammy Grimes, aktorka, piosenkarka
- Lawrence Joseph Henderson, biochemik
- Kenny Hill, baseballista
- Lyndon LaRouche, polityk
- Alonzo Lewis, poeta
- Maria Mitchell, astronom
- William Dudley Pelley, przywódca faszystowskiego Srebrnego Legionu
- Daniel Pinkham, kompozytor
- Lydia Pinkham, przedsiębiorczyni

Miejsca historyczne i muzea
- Dom Mary Baker Eddy
- Muzeum Miasta Lynn i Towarzystwo Historyczne]

Przydomki miasta:
- Sin City
- Lynn, Lynn, City of Sin
- L.Y.DUB
- City of Firsts (1989-1995)

## Geografia

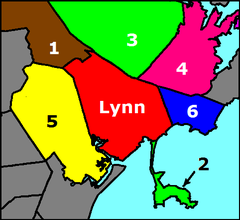
Lynn i miasta sąsiedzkie: Lynnfield(1), Nahant(2), Peabody(3), Salem(4), Saugus(5) i Swampscott(6)

Całkowita powierzchnia miasta wynosi 34,9 km², gdzie 28,0 km² to ląd, a pozostałe 6,9 km² (19,87%) to tereny wodne.
Miastami bezpośrednio sąsiadującymi z Lynn są Lynnfield, Nahant, Peabody, Salem, Saugus i Swampscott. Wszystkie one wchodzą w skład aglomeracji bostońskiej („Greater Boston”).

## Komunikacja
Komunikację miejską w Lynn realizują pociągi podmiejskie i autobusy systemu MBTA łączące Boston z przedmieściami. Trwają prace nad możliwością wydłużenia jednej z linii („niebieskiej”) bostońskiego metra do Lynn. Obecnie linia kończy bieg w Revere.
Główną trasą miasta jest „Lynnway” – cześć drogi stanowej Route 1A biegnącej od Bostonu do Salisbury, na północnym wschodzie stanu. Pomniejszymi drogami stanowymi biegnącymi przez miasto są Route 129 (łącząca centrum miasta z węzłem drogowym na przecięciu Route 128, U.S. Route 1 i autostrady międzystanowej I-95) i Route 107 (droga wyznaczająca oś miast Salem-Lynn-Saugus).

## Atrakcje miejskie
- Lynn Beach, publiczna plaża miejska
- Lynn Heritage Waterfront Park, nadmorska promenada z widokiem na linię brzegową Bostonu i innych okolicznych miast. Drogę upiększają mozaiki przedstawiające historię miasta
- Lynn Commons, park w centrum miasta założony w roku 1630, ostatecznie ukształtowany w XIX wieku, gdy nadano mu zarys odcisku buta. Przy „obcasie” stoi Pomnik Żołnierza, honorujący ofiary Wojny Secesyjnej
- Lynn Woods, założony w 1881 roku, największy park miejski Nowej Anglii, a drugi w Stanach Zjednoczonych. Na całej powierzchni parku, sięgającej 2200 akrów (niemal 1/5 terenu miasta!), można uprawiać wędrówki piesze i jazdę konną oraz piknikować. Miejscami historycznym są:
  - Wieża Kamienna (Stone Tower), wysoka na 15 m stoi na szczycie największego wzniesienia w mieście – Burrill Hill (87 m n.p.m.) – z którego można oglądać linię brzegową Lynn, panoramę Bostonu, a nawet lasy New Hampshire
  - Wilcze Doły (Wolf Pits)
  - stawy Breeds Pond i Walden Pond
  - Loch Skalny (Dungeon Rock), uważany za miejsce ukrytego skarbu pirackiego
  - Ogród Różany (Rose Garden), popularne miejsce do robienia fotografii na tle 3 akrów połaci kwiatów, bylin i drzew
- Lynn Heritage State Park, XIX-wieczny dom w którym mieszczą się Muzeum Miasta Lynn i Towarzystwo Historyczne
- Pine Grove Cemetery, duży cmentarz historyczny, na którym – jak twierdzą niektórzy mieszkańcy – można znaleźć „drugi pod względem długości mur na świecie”
- Mary Baker Eddy House, dom rodzinny Mary Baker Eddy założycielki Stowarzyszenia Chrześcijańskiej Nauki
- Gannon Municipal Golf Course, pole golfowe przy wschodniej bramie parku Lynn Woods. Z piątego i szóstego dołka rozciąga się widok na Boston ponad stawem Breeds Pond.

## Demografia
Według danych amerykańskiego spisu powszechnego w roku 2000 w Lynn rezydowało 21 044 rodzin (89 050 osób) w 33 511 gospodarstwach domowych. Gęstość zaludnienia wynosiła 3 177,7 osób/km². W całej populacji miasta 67,89% stanowiły osoby rasy białej, 10,55% czarnej, 6,89% żółtej (w tym 6,43% azjatyckiej, 0,37% rdzennie amerykańskiej, 0,09% oceanicznej), 9,82% innej pojedynczej rasy, a 4,85% osoby dwóch lub więcej ras. Latynosami określiło się 18,4% badanych.
Poza granicami Stanów Zjednoczonych urodziło się 25,4% mieszkańców Lynn. W roku 2000 do pochodzenia irlandzkiego przyznało się 16,3% mieszkańców, włoskiego – 10,1%, amerykańskiego – 5,6%. Pochodzenia polskiego było około 2000 osób (2,3% populacji miasta).
Spośród 33 511 gospodarstw domowych 62,8% należało do rodzin wieloosobowych (39,7% z obojga rodzicami, a 17,6% z niezamężną kobietą), a 37,2% było gospodarstwami nierodzinnymi (31% to osoby samotne, w tym 11,8% powyżej 65 roku życia).
Średnio na gospodarstwo domowe przypadało 2,62 osoby, zaś na rodzinę – 3,31 osoby.
Średni wiek mieszkańca Lynn wyniósł 34,2 lata, a na 100 mieszkanek przypadało 93,7 mieszkańców. Najliczniejszą grupą wiekową (31%) była populacja osób od 24. do 44. roku życia.
Spośród 57093 mieszkańców Lynn powyżej 25 roku życia 16,4% miało wykształcenie wyższe.
Średni roczny przychód gospodarstwa domowego wyniósł 37 364 USD, zaś średni roczny przychód rodziny – 45 295 USD. Mężczyźni zarabiali rocznie średnio 34 284 USD, podczas gdy kobiety tylko 27 871 USD. Przychód per capita miasta wyniósł 17 492 USD. Około 13% rodzin (16% populacji) żyło poniżej granicy ubóstwa – w tym około 23% niepełnoletnich i 15% osób powyżej 65. roku życia.

## Religia
- Parafia św. Michała Archanioła

## Podział administracyjny
Lynn nie ma dzielnic. Przyjęło się jednak wyróżniać następujące rejony:
- Central Lynn
- West Lynn
- East Lynn
- Diamond District
- Wyoma
- Business District
- The Highlands
- Pine Hill
- The Fay Estate
- Veterans Village